# Лаки (Охајо)
Лаки (енгл. Luckey) град је у америчкој савезној држави Охајо.

## Демографија
По попису из 2010. године број становника је 1.012, што је 14 (1,4%) становника више него 2000. године.
| Група             | 2000.       | 2010.       |
| Белци             | 953 (95,5%) | 962 (95,1%) |
| Афроамериканци    | 2 (0,2%)    | 2 (0,2%)    |
| Азијати           | 0 (0,0%)    | 8 (0,8%)    |
| Хиспаноамериканци | 32 (3,2%)   | 34 (3,4%)   |
| Укупно            | 998         | 1.012       |